# Dieter Spoerry

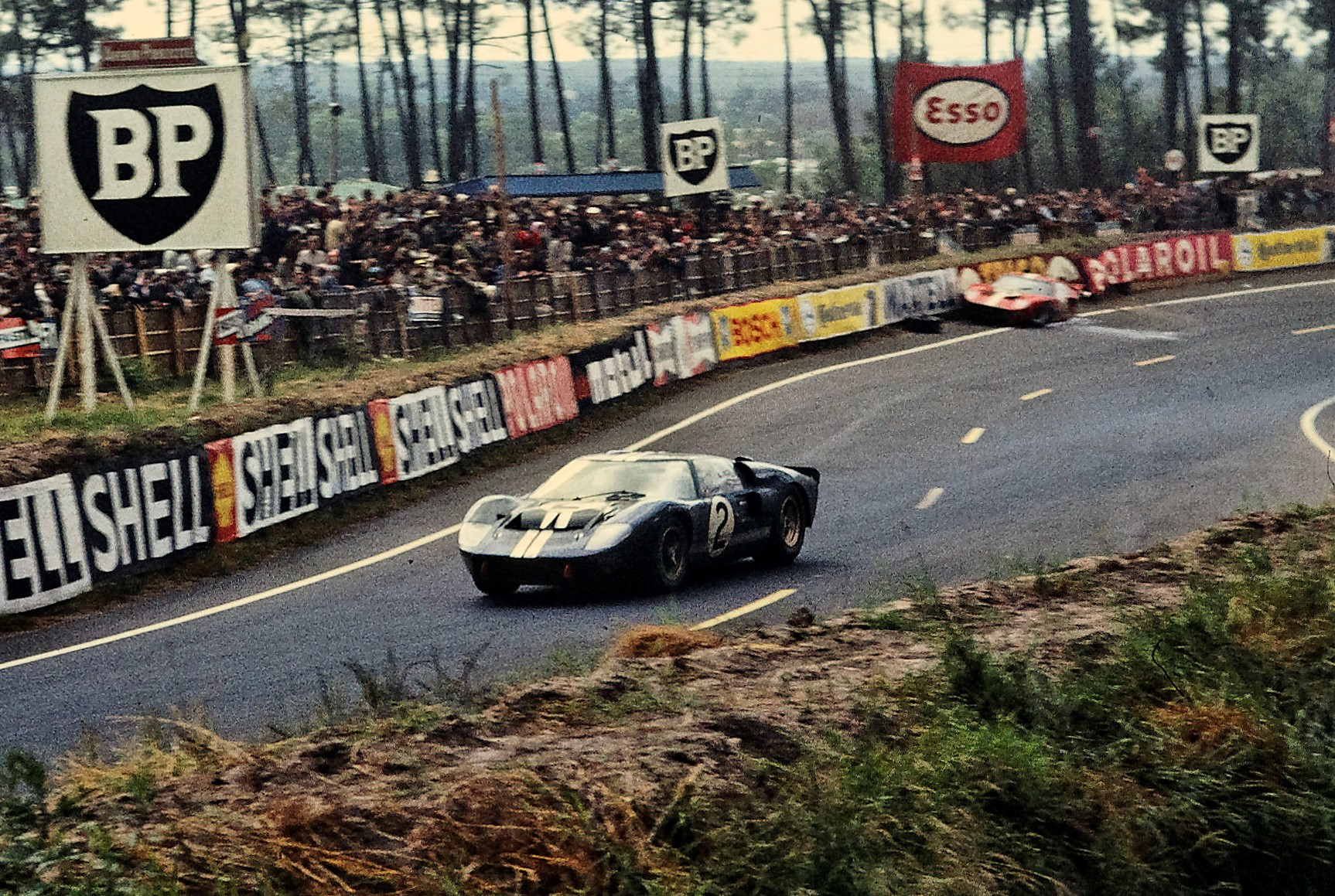
24-Stunden-Rennen von Le Mans 1966; im Hintergrund der rote Ford GT40, mit dem Dieter Spoerry in den Esses verunfallte

Dieter Spoerry (* 14. März 1937 in Zürich; † 26. August 1972 in Seewis im Prättigau) war ein Schweizer Autorennfahrer.

## Karriere als Rennfahrer
Dieter Spoerry, der mit drei Schwestern in Zürich aufwuchs, war in den 1960er-Jahren einer der erfolgreichen Schweizer Sportwagen-Rennfahrer. Er fuhr für die Scuderia Filipinetti und die Squadra Tartaruga. Die Squadra Tartaruga war eine 1964 von Schweizer und britischen Rennfahrern in Zürich gegründete Rennmannschaft. Mitgründer war Spoerrys enger Freund und langjähriger Teampartner Rico Steinemann. Mit beiden Teams startete er in der Sportwagen-Weltmeisterschaft. Sein größter Erfolg war der zusammen mit Steinemann im Porsche 907 herausgefahrene zweite Gesamtrang beim 24-Stunden-Rennen von Le Mans 1968. Im Ziel hatte das Duo, das die Rennklasse für Sportprototypen bis 3 Liter Hubraum gewann, fünf Runden Rückstand auf Pedro Rodríguez und Lucien Bianchi im Ford GT40 von John Wyer. 1966 steuerte auch Spoerry in Le Mans einen Ford GT40, mit dem er in den frühen Morgenstunden in den Esses einen Unfall hatte und ausschied.
Spoerry bestritt viele Bergrennen. Diese Form des Motorsports war vom Schweizer Motorsportverbot ausgenommen und dort sehr populär. Im Oktober 1967 fuhren Spoerry, Steinemann, Charles Vögele und der Porsche-Werksfahrer Jo Siffert auf dem Autodromo Nazionale di Monza in einem vom Werk zur Verfügung gestellten Porsche 911 R neue Durchschnittsgeschwindigkeitsweltrekorde über 15.000 Kilometer, 10.000 Meilen, 15.000 Kilometer, sowie 72 und 96 Stunden.
Dieter Spoerry starb im August 1972 bei einem Flugzeugabsturz. Er flog ein Schleppflugzeug, bei dem sich die Trosse des geschleppten Segelflugzeugs erst nicht ausklinken ließ. Als der Segelflieger endlich loskam, hatte das Schleppflugzeug Höhe und Tempo verloren und stürzte auf einer Alm ab.

## Statistik

### Le-Mans-Ergebnisse
| Jahr | Team                 | Fahrzeug          | Teamkollege     | Platzierung            | Ausfallgrund |
| ---- | -------------------- | ----------------- | --------------- | ---------------------- | ------------ |
| 1965 | Scuderia Filipinetti | Ferrari 250LM     | Armand Boller   | Rang 6                 |              |
| 1966 | Scuderia Filipinetti | Ford GT40 Mk.I    | Peter Sutcliffe | Ausfall                | Unfall       |
| 1967 | Scuderia Filipinetti | Ferrari 275 GTB/C | Rico Steinemann | Rang 7 und Klassensieg |              |
| 1968 | Squadra Tartaruga    | Porsche 907L      | Rico Steinemann | Rang 2 und Klassensieg |              |

### Sebring-Ergebnisse
| Jahr | Team              | Fahrzeug      | Teamkollege     | Platzierung | Ausfallgrund |
| ---- | ----------------- | ------------- | --------------- | ----------- | ------------ |
| 1967 | Squadra Tartaruga | Porsche 906LH | Rico Steinemann | Rang 6      |              |
| 1968 | Squadra Tartaruga | Porsche 910   | Rico Steinemann | Rang 20     |              |

### Einzelergebnisse in der Sportwagen-Weltmeisterschaft
| Saison | Team                                               | Rennwagen                     | 1   | 2   | 3   | 4   | 5   | 6   | 7   | 8   | 9   | 10  | 11  | 12  | 13  | 14  | 15  | 16  | 17  | 18  | 19  | 20  | 21  | 22  |
| ------ | -------------------------------------------------- | ----------------------------- | --- | --- | --- | --- | --- | --- | --- | --- | --- | --- | --- | --- | --- | --- | --- | --- | --- | --- | --- | --- | --- | --- |
| 1963   |                                                    | Fiat-Abarth 1000B             | DAY | SEB | SEB | TAR | SPA | MAI | NÜR | CON | ROS | LEM | MON | WIS | TAV | FRE | CCE | RTT | OVI | NÜR | MON | MON | TDF | BRI |
| 1963   |                                                    | Fiat-Abarth 1000B             |     |     | DNF |     |     |     |     |     |     |     |     |     |     |     |     |     |     |     |     |     |     |     |
| 1965   | Scuderia Filipinetti                               | Ferrari 250 GTO Ferrari 250LM | DAY | SEB | BOL | MON | MON | RTT | TAR | SPA | NÜR | MUG | ROS | LEM | REI | BOZ | FRE | CCE | OVI | NÜR | BRI | BRI |     |     |
| 1965   | Scuderia Filipinetti                               | Ferrari 250 GTO Ferrari 250LM |     |     |     |     | DNF |     |     |     |     |     |     | 6   |     |     |     |     |     |     |     |     |     |     |
| 1966   | Scuderia Filipinetti                               | Porsche 906 Ford GT40         | DAY | SEB | MON | TAR | SPA | NÜR | LEM | MUG | CCE | HOK | SIM | NÜR | ZEL |     |     |     |     |     |     |     |     |     |
| 1966   | Scuderia Filipinetti                               | Porsche 906 Ford GT40         |     |     |     | DNF |     |     | DNF |     |     |     | 6   |     |     |     |     |     |     |     |     |     |     |     |
| 1967   | Squadra Tartaruga Scuderia Filipinetti Mike de Udy | Porsche 906 Ferrari 275 GTB   | DAY | SEB | MON | SPA | TAR | NÜR | LEM | HOK | MUG | BRH | CCE | ZEL | OVI | NÜR |     |     |     |     |     |     |     |     |
| 1967   | Squadra Tartaruga Scuderia Filipinetti Mike de Udy | Porsche 906 Ferrari 275 GTB   | 5   | 6   | 7   | DNF |     | DNF | 11  |     |     | 13  | 2   | 6   |     |     |     |     |     |     |     |     |     |     |
| 1968   | Squadra Tartaruga Hart Ski Racing                  | Porsche 907 Porsche 910       | DAY | SEB | BRH | MON | TAR | NÜR | SPA | WAT | ZEL | LEM |     |     |     |     |     |     |     |     |     |     |     |     |
| 1968   | Squadra Tartaruga Hart Ski Racing                  | Porsche 907 Porsche 910       | DNF | 20  | 7   |     |     | 25  | 6   |     | 6   | 2   |     |     |     |     |     |     |     |     |     |     |     |     |
| 1969   | Gérard Larrousse Porsche Bradley Racing            | Porsche 911 Porsche 910       | DAY | SEB | BRH | MON | TAR | SPA | NÜR | LEM | WAT | ZEL |     |     |     |     |     |     |     |     |     |     |     |     |
| 1969   | Gérard Larrousse Porsche Bradley Racing            | Porsche 911 Porsche 910       |     |     |     | 11  | DNF | 13  |     |     |     | 11  |     |     |     |     |     |     |     |     |     |     |     |     |
| 1971   | Team Usdau                                         | Porsche 908                   | BUA | DAY | SEB | BRH | MON | SPA | TAR | NÜR | LEM | ZEL | WAT |     |     |     |     |     |     |     |     |     |     |     |
| 1971   | Team Usdau                                         | Porsche 908                   |     |     |     | 10  | DNF |     |     | 25  |     |     |     |     |     |     |     |     |     |     |     |     |     |     |